# Kermes taishanensis
Kermes taishanensis är en insektsart som beskrevs av Hu 1986. Kermes taishanensis ingår i släktet Kermes och familjen eksköldlöss. Inga underarter finns listade i Catalogue of Life.